# Prasinocyma vestigiata
Prasinocyma vestigiata là một loài bướm đêm trong họ Geometridae.